# Varieté (pel·lícula)
Varieté és una pel·lícula muda alemanya de 1925 del gènere dramàtic dirigida per Ewald André Dupont, protagonitzada per Emil Jannings i produïda per la UFA. Està basada en la novel·la El jurament de Stephan Huller de 1912, escrita per Felix Hollaender.

## Argument
La pel·lícula comença en una presó, on el pres número 28, Boss Huller (Emil Jannings), és cridat pel director de la presó perquè la seua esposa ha demanat clemència. Porta deu anys pres per assassinat. Boss comença a contar-li la seua història al director.
Ell era un famós trapecista que va sofrir un accident i des de llavors dirigia un espectacle de ballarines en circs juntament amb la seua esposa (Maly Delschaft), a Hamburg. Acull a sa casa a una jove immigrant, a la qual li dona el nom de Berta-Marie (Lya De Putti), i fa que s'unisca al seu espectacle. Tots dos s'enamoren i fugen, deixant enrere a la seua esposa i al seu fill. Posteriorment coneixen a un promotor artístic que els diu que està buscant trapezistes que s'unisquen al famós artista Artinelli (Warwick Ward). Els tres creen un número de trapezistes de gran èxit en el teatre Wintergarten de Berlín.
Berta-Marie i Artinelli comencen una relació. El rumor de la infidelitat s'expandeix i Boss ho descobreix accidentalment en un bar. La gelosia l'empenya a assassinar a Artinelli en un duel de ganivets i es lliurar a la policia. La pel·lícula acaba amb l'alliberament de Boss de la presó.

## Repartiment
- Emil Jannings com Boss Huller
- Maly Delschaft com l'esposa de Boss.
- Lya De Putti com Berta-Marie.
- Warwick Ward com Artinelli.

## Producció
El productor va ser Erich Pommer, qui en primer lloc va pensar a oferir-li la direcció a F. W. Murnau, però finalment la hi va atorgar a Dupont. Part de les persones que van treballar l'any anterior, 1924, en Der letzte Mann, dirigida per Murnau, van realitzar també esta pel·lícula. Entre ells hi ha Emil Jannings, el productor i el director de fotografia Karl Freund. Per això, Varieté es considera habitualment com una continuació dels avanços i experimentacions de Der letzte Mann.
Destaca l'ús de la entfesselte Kamera («cambra deslligada»). També s'utilitzen amb freqüència angles de càmera molt extrems, primers plans, efectes òptics i fins i es col·loquen les càmeres sobre trapezis balancejant-se. Segons va declarar el director en el periòdic The New York Times, van inventar nous dispositius per a gravar tots els angles del teatre.
A la pel·lícula hi ha una aparició l'actriu sinovalenciana Pilar Shang.

## Recepció i influència
Varieté va ser censurada als Estats Units i es va eliminar tot el primer rotllo de pel·lícula, la part de la història que té lloc a Hamburg.
La pel·lícula va ser un dels pocs llargmetratges alemanys de l'època amb èxit als Estats Units i tingué una bona recaptació i excel·lents crítiques.
Una de les escenes conté la primera representació de l'hoquei sobre monocicle que es coneix.

## Restauració
Entre 2014 i 2015, la fundació Friedrich Wilhelm Murnau va realitzar una restauració de la pel·lícula. Anteriorment, existien diverses versions de la pel·lícula de diferent procedència. Principalment es va realitzar sobre la base d'una còpia en positiu de la Biblioteca del Congrés dels Estats Units, de 79 minuts i procedent del negatiu original. Altres escenes es van obtenir del museu del cinema de Múnic i del MoMA de Nova York. Els intertítuls en alemany es van extreure de l'arxiu fílmic d'Àustria, encara que molts van haver de ser reconstruïts sobre la base de la llista continguda en els documents de l'oficina de censura. La pel·lícula restaurada té una durada de 91 minuts, mentre que l'original durava 123, per la qual cosa 32 minuts romanen perduts.
La banda sonora d'esta versió va ser composta pel pianista Stephen Horne i el percussionista Martyn Jacques, membre del grup The Tiger Lillies. Va rebre crítiques mixtes.

## Altres versions
En 1931, Dupont va realitzar una nova versió de la pel·lícula titulada Salto Mortale, esta vegada amb so.